# Gitte Aabo
Gitte Pugholm Aabo (født 18. april 1967 i Mariager) er en dansk direktør. Fra 2019 til 2023 var Aabo CEO for GN Hearing og i perioden 2007 til 2019 direktør for LEO Pharma. 